# Tarantula (groupe)
Pour les articles homonymes, voir Tarantula (homonymie).
Tarantula est un groupe de power metal portugais, originaire de Porto. Formé en 1981 initialement sous le nom de Mac Zac, Tarantula est un pionnier du genre heavy metal au Portugal.

## Biographie
Les frères Luis et Paulo Barros, originaires de Vila Nova de Gaia dans la banlieue sud Porto, sont passionnés de rock ; ils écoutent principalement Jimi Hendrix, The Who, The Rolling Stones, The Ramones. En 1981, ils décident de monter un groupe de heavy metal le nouveau genre musical de cette année-là, ils seront les pionniers du genre au Portugal, à cette époque dominé par le rock progressif et le fado comme genre musicaux majeurs de l'époque. Le groupe se forme initialement sous le nom de Mac Zac
En 1987, le groupe sort leur premier album intitulé Tarantula, un mélange de hard rock et de blues, ensuite s'enchaînent des concerts au Portugal et Allemagne. En 1990 sort Kingdom of Lusitania l'album de la consécration : leur succès s'étend en Allemagne, Japon, Angleterre, Norvège et en Espagne. En 1992, les Frères Barros créent leurs propres écoles de musique la Rock N' Roll School et, quelques mois plus tard, leurs propres studios d'enregistrement Rec N' Roll Studio. Entre 1995 et 2005 sont sortis quatre albums Freedom's Call (1995), Light Beyond the Dark (1998), Dream Maker (2001), et Metalmorphosis (2005). Entretemps, en 2001 sort l'album Various - 20 Anos De Tarantula Tributo dédié aux 20 ans du groupe.
Le 5 juin 2007, le groupe célèbre son 25e anniversaire au Coliseu do Porto avec Helloween. En 2011, le groupe publie son nouvel album, Spiral of Fear, qui est relativement bien accueilli par la presse spécialisée,.

## Membres

### Membres actuels
- Paulo Barros - guitare (depuis 1981)[1]
- Luis Barros - batterie (depuis 1981)[1]
- Jorge Marques - chant (depuis 1989)[1]
- José Aguiar - basse (depuis 1994)[1]

### Anciens membres
- José Baltazar - basse (1985-1991)[1]
- João Wolf - guitare (1985-1989)[1]
- Paiva - clavier (1985-1988)[1]
- Carlos Meineido - chant (1985-1987)[1]
- Jorge Arménio - basse (1991-1994)[1]

## Discographie
- 1987 : Tarantula (album)
- 1990 : Kingdom of Lusitania
- 1993 : Tarantula III
- 1995 : Freedom's Call (album)
- 1998 : Light Beyond the Dark (album)
- 2001 : Dream Make (album)
- 2005 : Metalmorphosis (album)
- 2011 : Spiral of Fear (album)